# 2014 au Belize
Chronologie du Belize
- 2010
- 2011
- 2012
- 2013
- 2014
- 2015
- 2016
- 2017
- 2018

Cet article présente les faits marquants de l'année 2014 au Belize.

## Gouvernement
- Monarque : Élisabeth II
- Gouverneur général : Colville Young
- Premier ministre : Dean Barrow

## Statistiques
- x

## Évènements

### Janvier
- x

### Février
- x

### Mars
- 24 mars : l'Union européenne interdit les importations de poisson en provenance du Belize en raison de pêche illégale présumée[1].

### Avril
- x

### Mai
- x

### Juin
- x

### Juillet
- x

### Août
- x

### Septembre
- 21 septembre : Fête nationale.

### Octobre
- 3 octobre : depuis le début de l'année, de nombreux cas de dengue sont recensés dans le district de Belize dont 25 cas de forme grave (dengue hémorragique)[2].

### Novembre
- 15 novembre : le bodybuildeur Cricel Castillo gagne le prix Diva Fitness Model Short du World Beauty Fitness and Fashion (WBFF) à Miami[3].
- 16 novembre : le bodybuildeur Rigo Vellos gagne la première place de la catégorie des 80 kg de la Revolution Xmatkuil Cup à Mérida[3].

### Décembre
- 17 décembre : le Premier ministre du Belize, Dean Barrow, et le président du Guatemala, Otto Perez Molina, signent treize accords bilatéraux dans différents domaines d'action[4].
- 24 décembre : des recherches sur les sédiments du Grand Trou Bleu révèlent que la civilisation maya s'est effondrée à cause de la sécheresse[5].

## Sport
- Tournoi d'ouverture du championnat du Belize de football 2013
- Tournoi d'ouverture du championnat du Belize de football 2014
- Tournoi de clôture du championnat du Belize de football 2014

## Décès
- 6 mars : Louis Sylvestre, homme politique et ancien ministre[6].
- 28 avril : Maxwell Samuels (en), homme politique[7].
- 26 mai : Marcial Mes, enseignant et homme politique.
- 9 juillet : Alfredo Martinez, homme politique et ambassadeur du Belize au Guatemala[8].
- 9 août : Ernest Meighan, coureur cycliste.
- 23 octobre : Paul Nabor, musicien.
- 3 décembre : Agripina Espejo, ancienne mairesse d'Orange Walk Town. À sa mort, elle est la première et seule femme du pays à avoir occupé le poste de maire[9].